# Pardosa pullata
Pardosa pullata este o specie de păianjeni din genul Pardosa, familia Lycosidae. A fost descrisă pentru prima dată de Clerck, 1757. Conține o singură subspecie: P. p. jugorum.